# Brachiaria subquadripara
Brachiaria subquadripara là một loài thực vật có hoa trong họ Hòa thảo. Loài này được (Trin.) Hitchc. mô tả khoa học đầu tiên năm 1931.